# 제9회 인디다큐페스티발
제9회 인디다큐페스티발은 2009년 3월 26일에 열린 시상식이다.

## 수상 및 후보

### 국내 신작전
- 아메리칸 앨리 - 김동령
- 3xFTM - 김일란
- 평촌의 언니들 - 임춘민
- 고양이가 있었다 - 안건형
- 꼬마 사장님과 키다리 조수 - 조경자
- 하늘 연어 - 김정인
- 샘터분식 - 태준식
- 농민가 - 윤덕현
- 앞산전 - 김지현
- 잊지 않을거야 - 손영
- 엄마의 영화, 빨간구두 아가씨 - 이용의
- 외가 - 김형남
- 바보는 감기에 걸리지 않는다 - 김경만
- 인터뷰, 꿈 - 김정완
- Act Of Life - 임호경
- G8 잡으러 간 고양이들 - 김주영
- 농민약국 - 김태일
- 달동네에는 바다가 있다 - 한검주
- 철탑, 2008년 2월 25일 박현상씨 - 변해원
- 다시, 삶으로 - 박수정
- 알바당 선언 - 최신춘
- 뉴스페이퍼맨 - 어느 신문지국장의 죽음 - 김은경
- Rootless - 오원환
- 리터니 - 마붑 알엄
- 잘했어요? - 강세진
- 남자한테 채여서 시코쿠라니, 오핸로, 걷는 젠 - 김지영
- 국경은 없다 - 김환태
- 기억하는 공간 - 한동준
- 경계에 선 인생 - 정창영
- 우린 레즈비언이잖아 - 사포
- 원웨이 티켓 - 권효
- 쉼터를 만나다 - 란희
- 낯선 꿈들 - 김지곤
- 어 배러 투모로우 온 더 스트리트 - 유민규
- 덤벼라 세상아 - 이용승

### 올해의 초점
- 화평병원의 진실 - 쭈 씨엔저
- 하드 굿 라이프 - 쉬 후이루
- 마지막 농사꾼 - 옌 란추안 외1명
- 스톤 드림 - 후 타이리
- 할머니의 은비녀 - 샤오 추첸
- 구름 저편에 - 샤오 메이링
- 야구소년 - 션 커샹 외1명